# Erik Gabrielson
Erik Vilhelm Gabrielson, född 13 september 1883 i Steneby socken, död 12 april 1949 i Stockholm, var en svensk ämbetsman.
Erik Gabrielson var son till köpmannen Sven Gabrielson. Han utexaminerades från Chalmers tekniska läroanstalt i Göteborg 1904 och från Polytechnikum i Zürich 1906. Gabrielson var anställd vid Morgårdshammars mekaniska verkstad 1906–1909 och vid verkstäder i USA 1910–1912. 1913–1917 var han projekt- och offertingenjör vid ASEA i Västerås, 1918–1923 direktörsassistent vid AB Södra Dalarnes Gjuteri & Maskinverkstad i Hedemora och 1924–1928 lärare i maskinlära och mekanisk teknologi vid Chalmers tekniska institut. Gabrielson intresserade sig tidigt åt det industriella arbetarskyddet och kom från 1928 helt att ägna sig åt detta. 1928–1929 var han tillförordnad och 1929–1930 ordinarie yrkesinspektör i sjunde distriktet samt 1930–1937 byråchef i Socialstyrelsen och överinspektör i Yrkesinspektionen. Gabrielson var ledamot av Arbetsrådet från 1931 och byråchef i Riksförsäkringsanstalten från 1938. Han var från 1931 redaktör för tidskriften Arbetarskyddets avdelning för arbetarskydd och från 1932 sekreterare i Föreningen för arbetarskydd samt föreståndare för denna förenings permanenta utställning i Stockholm. Från 1934 tillhörde Gabrielson kommittén för skydd om olycksfall i arbete vid Internationella arbetarbyrån i Genève och Kanada och deltog vid flera tillfällen som expert vid Internationella arbetskonferensens verksamhet. Bland Gabrielsons skrifter märks uppsatser i Teknisk tidskrift som Några amerikanska konstruktioner inom gruvmekaniken (1915) och Moderna lyft- och transportanordningar (1927).